# Lenz' lov
 Denne artikel bør gennemlæses af en person med fagkendskab for at sikre den faglige korrekthed.

Lenz’s lov kan anvendes til at bestemme retningen af den inducerede elektromotoriske kraft og strømmen som resulterer fra elektromagnetisk induktion. Loven giver en fysisk fortolkning af minusfortegnet i Faradays induktionslov, hvilket indikerer at den inducerede elektromotoriske kraft og magnetfluxændringen har modsatte fortegn. Heinrich Lenz formulerede loven i 1834.

## Forklaringer af Lenz' lov
Når antallet af magnetfeltlinjer vokser i en elektrisk spole, dannes der en induktionsstrøm, der forsøger at modvirke de nytilkommende feltlinjer ved at danne feltlinjer, der går den modsatte retning.
Når antallet af feltlinjer så falder f.eks. når magneten trækkes ud, søger spolen at erstatte de feltlinjer der mistes, derfor dannes en induktionsstrøm med feltlinjer i samme retning som de oprindelige.
I korte træk siger Lenz's lov at Naturen vil modvirke en ændring af flux.
Så længe der er energi lagret i magnetfeltet vil der induceres  spænding der induceres i en kreds, er større når kredsen brydes end når den sluttes.
| Fysik | Spire Denne artikel om fysik er en spire som bør udbygges. Du er velkommen til at hjælpe Wikipedia ved at udvide den. |